# Marianne Rogée
Marianne Rogée (* 22. Februar 1936 in Münster) ist eine deutsche Schauspielerin, Synchronsprecherin, Kabarettistin und Chanson-Sängerin.

## Leben
Marianne Rogée wuchs bei Pflegeeltern in Coesfeld auf. Ihre leibliche Mutter lernte sie erst im Erwachsenenalter kennen. Sie erhielt ihre Schauspielausbildung an der Westfälischen Schule für Musik in Münster und in Frankfurt am Main. Sie war als Bühnendarstellerin zunächst an verschiedenen Theaterhäusern tätig. Von 1961 bis 1973 war sie festes Ensemblemitglied am Theater am Dom in Köln. Weitere Bühnenengagements hatte sie in München, Stuttgart, Bonn und in Frankfurt/Main. 2012 und 2018 gastierte sie am Contra-Kreis-Theater in Bonn. In der Spielzeit 2015/16 gastierte sie am Theater am Dom in der Komödie Fremde Verwandte von René Heinersdorff. In der Spielzeit 2021/22 gastierte sie noch einmal am Theater am Dom, diesmal neben Dorkas Kiefer, Pascal Breuer und Max Claus in der Komödie Nein zum Geld.
Einem Millionenpublikum bekannt wurde sie vor allem durch die ARD-Serie Lindenstraße, in der sie von Februar 1986 (Folge 9) bis März 2009 (Folge 1217) die Rolle der Isolde Pavarotti (früher Isolde Panowak) spielte. In den Jahren 2010, 2011 und 2019 kehrte sie jeweils für einen Gastauftritt in die Serie zurück. Weitere TV-Rollen spielte sie in Die Wache und im Neunteiler ...und im Keller gärt es. Rogée war im Kino beispielsweise in dem niederländischen Film 1000 Rosen zu sehen. Zudem hatte sie diverse Gastauftritte, u. a. in den Fernsehserien Geschichten aus der Heimat und SOKO Köln.
Sie tritt zudem als Chanson-Sängerin und Kabarettistin auf. Seit Jahrzehnten wirkt sie auch bei WDR-Hörfunkproduktionen mit, auch bei Hörspielen in niederdeutscher Sprache (Münsterländer Platt). In einer 1984 beim WDR entstandenen Gesamtaufnahme der Operette Die Großherzogin von Gerolstein lieh sie in den Dialogpassagen der Sopranistin Enriqueta Tarrés ihre Stimme. Gelegentlich war sie auch als Synchronsprecherin tätig.
Marianne Rogée hat eine Tochter und lebt in Köln. Die Schauspielerin Louise Rogée (1800–1825) gehört zu ihren Vorfahren. 

## Filmografie
- 1965: Ein Wintermärchen
- 1970: In Ehrenfeld ist heute wilder Westen
- 1973: Wenn Annemarie ins Wasser geht...
- 1986–2009, 2010, 2011, 2019: Lindenstraße (Fernsehserie)
- 1992: Geschichten aus der Heimat (Fernsehserie, 1 Folge)
- 1994: 1000 Rosen
- 1994: Die Wache (Fernsehserie, 1 Folge)
- 1995: ...und im Keller gärt es (TV-Mehrteiler)
- 1995: Entführung aus der Lindenstraße
- 2011: Lasagne (Kurzfilm)
- 2012: SOKO Köln (Fernsehserie, 1 Folge)

## Hörbücher
- 1998: Der Zauber der Schildkröte – Fudukazis Magic von Gcina Mhlophe (Sauerländer audio)
- 1999: Frau Meier, die Amsel / Leonard / Das Bärenwunder von Wolf Erlbruch (Patmos audio)
- 2005: Wo die schwarzen Flüsse fließen – Gruselgeschichten (Patmos audio)
- 2005: Süße Rache – Gemeine Geschichten (Patmos audio)
- 2007: Marianne Rogée spricht u. a. Noomi in der Großen HörBibel
- 2007: Ich wär so gern Prinzessin – Hörspiele (Patmos audio)
- 2009: Zur Bösen Nacht – Stimmen aus der Schattenwelt (Patmos audio)
- 2012: Der Sklavenprinz von Bjarne Reuter (Sauerländer audio)

## Hörfunk-Features / -Dokumentationen
- 2009: Liebesstimmen – Die Geschichte der Kerstin Blasczyk – Autor: Thomas Gaevert – SWR2 Dschungel, 20 Min.

## Hörspiele
- 2015: Holger Siemann: Der Tod und die Schweine – Regie: Claudia Johanna Leist (Kriminalhörspiel – WDR)